# Dejiang
Dejiang, tidigare stavat Tehkiang, är ett härad som lyder under Tongrens stad på prefekturnivå i Guizhou-provinsen i sydvästra Kina.